# Luna Snow
Luna Snow é uma personagem fictícia de história em quadrinhos do Universo Marvel Comics, que originalmente era exclusiva do jogo Marvel Future Fight.

## Criação
Inicialmente Luna Snow, foi revelada como uma personagem exclusiva para jogo Marvel Future Fight, foi revelado que ela era uma mutante com poderes de gelo. Além disso ela era uma cantora de K-pop e uma grande dançarina sul-coreana.
Foi criada do zero pelo desenvolvedor Netmarble em colaboração com a Marvel Games.

## História
Seol Hee, ou Luna Snow, é uma aspirante a cantora de K-pop esperando usar sua voz e habilidades de dança para ganhar dinheiro suficiente para cuidar e ajudar de sua querida avó idosa, que criou Seol desde a trágica morte de seus pais em um terrível acidente. Quando a organização obcecada por ciência conhecida como I.M.A. emboscou um evento das Indústrias Stark onde Seol estava se apresentando, ela corajosamente tentou defender os participantes, resultando em soldados da I.M.A.. prendendo-a em um freezer de armazenamento de alta tecnologia. Enquanto tentava escapar, Seol foi exposta ao conteúdo de um experimento avançado de energia de fusão a frio, que inesperadamente garantiu seu controle sobre os elementos congelados. Usando seus novos poderes para revidar, Seol surpreendeu e derrotou o ataque das forças do I.M.A.. Apelidada de "Luna Snow" pela imprensa, as ações heroicas de Seol fizeram dela uma sensação da noite para o dia.

## Novos Agentes de Atlas
Foi revelado pelo site da Marvel que a personagem seria oficializada nos quadrinhos através de uma grande saga, chamada Guerra dos Reinos, ela juntamente com vários heróis de origem asiática fariam parte na nova formação dos Agentes de Atlas, denominados New Agents of Atlas (no original).
Na luta contra Sindr e suas forças em Seul, Luna se junta a Ami Han, também conhecida como Raposa Branca, do Serviço de Inteligência Nacional da Coreia do Sul, Dan Bi, também conhecida como Crescent, e o espírito do urso mágico, Io.
Luna e seus compatriotas, embora capazes, sejam necessários para os novos agentes de Atlas, uma sociedade secreta formada pela Fundação Atlas e uma equipe de Super-heróis. Liderada pelo ex-agente da SHIELD Jimmy Woo e atual diretor da Escola Pan-Asiática para os Excepcionalmente Superdotados, sua equipe inclui Amadeus Cho, também conhecido como Brawn, Shang-Chi, conhecido como Mestre do Kung Fu e Cindy Moon, também conhecida como Teia de seda. Brawn traz outros heróis da Orla do Pacífico, incluindo Luna Snow, para a equipe, bem como Lin Lie, também conhecido como Mestre das espadas, Lei Ling, também conhecido como Aero, Pearl Pangan, também conhecido como Wave e Tūtū Pele, também conhecido como Pele, a deusa havaiana do fogo para derrotar Sindr. 6